# 海花岛童世界海洋乐园
海花島童世界海洋樂園位於中華人民共和國海南省儋州市海花島1號島，是恆大集團旗下的其中一個以海洋為主題的主題公園。該樂園由美國公司IdeAttack及PGAV設計，設有23項遊玩設施以及2萬多平方米的海洋生物科研基地和海水養殖保育系統，其毗鄰海花島上其餘兩個樂園（童世界、水上王國）以及歐堡酒店，於2016年12月15日動工，2021年9月26日開幕。

## 主題展區
- 發現海港
  - 老船長小屋
  - 小勇士脱口秀
- 極地世界
  - 冰川世紀動物展館
  - 冰川歡樂劇場
  - 冰淇淋總動員
- 深海夢幻
  - 深海迷城動物展館
  - X基地探秘
  - 海洋騎士
- 熱帶雨林
  - 雨林奇觀動物展館
  - 潛艇歷險記

## 相關資訊

### 開放時間
全年上午10時至下午6時（下午5時起停止入場）

### 票價
- 成人：168元
- 學生：115元
- 兒童、老人：114元（身高1.2米以下之兒童免費）

### 其他
海花島童世界海洋樂園遊客中心提供大型物件寄存以及嬰兒車租借服務。

## 接駁交通

### 海南西環高速鐵路
- 白馬井站

### 專車

#### 機場專線
- 歐堡酒店停車場——3號島牡丹園站——雙子沙灘（星塔）站——2號島瀾灣站——美蘭機場

#### 高鐵專線
- 歐堡酒店站——雙子沙灘（星塔）站——白馬井站

### 園內交通
海花島童世界海洋樂園園內亦設有觀光火車，來往歐堡酒店、植物園、飲食街、童世界等景點，同時設有島內公環線、2號島接駁線以及3號島接駁線來往穿梭海花島的三座人工島嶼。

## 獎項
2021年，海花島童世界海洋樂園被頒發「傑出新樂園」獎項。

## 外部連結
- Fairyland Ocean Park construction updates - themeparX （页面存档备份，存于）
- 海花島童世界海洋樂園 - 海南旅遊 （页面存档备份，存于）